# Keski-Kumpunen
Keski-Kumpunen är en ö i Finland. Den ligger i sjön Kermajärvi och i kommunen Heinävesi i den ekonomiska regionen  Nyslotts ekonomiska region  och landskapet Södra Savolax, i den sydöstra delen av landet, 300 km nordost om huvudstaden Helsingfors. Öns area är 2,7 hektar och dess största längd är 290 meter i sydöst-nordvästlig riktning.